# Беринговский (аэропорт)
«Беринговский» — однолинейный аэропорт местного значения в 5-ти км от поселка Беринговский Чукотского АО. Был введен в эксплуатацию в 1974 году. Эксплуатантом аэродрома является ФКП «Аэропорты Чукотки». Единственная авиакомпания — «ЧукотАВИА». Рейсы выполняются 2-3 раза в неделю на самолётах DHC-6-400 и вертолетах Ми-8Т

## Принимаемые типы воздушных судов
Учитывая техническое состояние взлетно-посадочной полосы, аэропорт принимает следующие типы воздушных судов :
Ан-2, Ан-12, Ан-24, Ан-26, Ан-28, Ан-30, Ан-32, Ан-72, Ан-74, Як-40, DHC-6-400, вертолёты всех типов.

## Популярные направления
Воздушные суда регулярно соединяют аэропорт Беринговский со следующими населенными пунктами:
- Анадырь
- Угольный
- Хатырка
- Мейныпильгыно

## Реконструкция
В 2019 году начальник управления транспорта, связи и дорожного хозяйства правительства Чукотки Андрей Быков объявил о реконструкции 6 малых аэродромов округа, включая Беринговский, в ближайшие 4 года за счёт федерального бюджета . 18 августа 2020 года была согласована проектно-сметная документация на реконструкцию аэропорта . Работы должны были начаться в июне 2022 года, но технику доставили только в сентябре, поэтому из-за тяжёлых погодных условий было решено перенести начало стройки на 2023 год. Всего было задействовано 26 человек и 15 единиц техники . Сдача проекта запланирована на 2024 год, согласно заявлению Минтранса работы ведутся без опозданий .

## Показатели деятельности
| год        | 2014 | 2015 | 2016 | 2017 | 2018 | 2019 | 2020 | 2021 |
| пассажиров | 1946 | 2091 | 2250 | 2534 |      | 2438 | 2285 | 3049 |
| Источники: |      |      |      |      |      |      |      |      |